# 利東尼
利東尼（英文：Tony Little，1954年—），英國教育家，皇家文藝學會會員，曾在雁林學校、基維學校和奧咸學校等學校擔任校長。自2002年起，利東尼擔任伊頓公學校長至今。

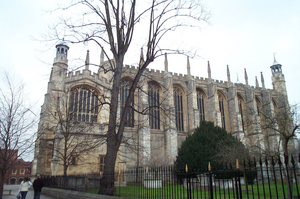
伊頓公學

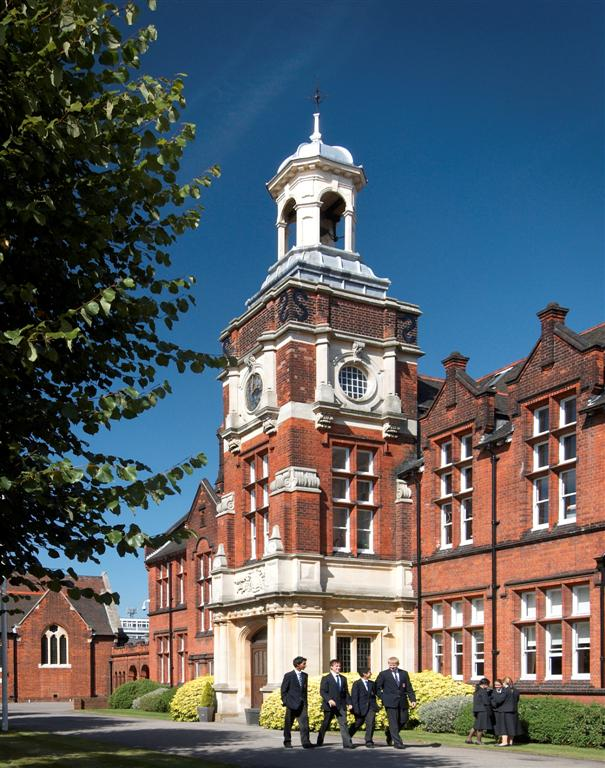
雁林學校

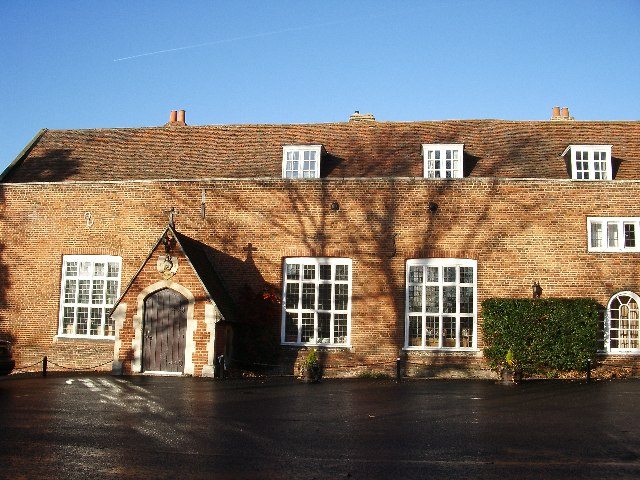
基維學校

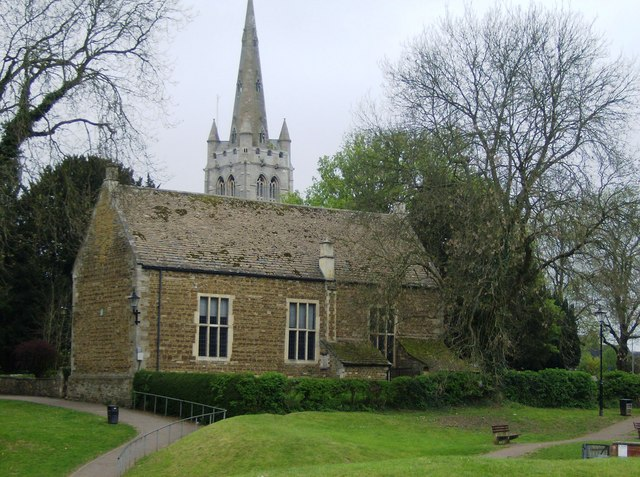
奧咸學校

## 早年生活
利東尼早年入讀在英格蘭伯克郡伊頓的伊頓公學。在中學畢業後，入讀劍橋大學基督聖體學院主修英國語文和英國文學，取得文學碩士。及後，他又在劍橋大學哈默頓學院取得教育文憑專業資格。

## 教育生涯
利東尼從1977年開始，在英格蘭肯特郡的頓橋學校任教英文，及後累升至校長職位。1983年，利東尼轉往埃塞克斯郡的雁林學校擔任校長一職，並且任教英文和戲劇。1990年，他改往埃塞克斯郡的基維學校擔任校長。至1997年，他再前往拉特蘭的奧咸學校擔任了5年校長。自2002年開始，他在伊頓公學擔任校長至今。

## 其他職務
除了擔任校長外，利東尼還兼任了其他職務，在各個層面上服務社會，其中包括：
- 皇家文藝學會會員
- 英國校長議會（英语：Headmasters' and Headmistresses' Conference）會員
- 獨立學校觀察員（英语：Independent Schools Inspectorate）成員
- 東印度會會員

## 延伸閱讀
- 費尼克（Nick Fraser）：《成為伊頓的重要性：世界最重要學校的內幕》（The Importance of Being Eton: Inside the World’s Most Powerful School），短篇書目出版社(Short Books)，2006年。

## 外部連結
- 伊頓公學校長的話（headmaster page）（页面存档备份，存于）
- 百度百科“伊頓公學”條目

| 學術機關職務  | 學術機關職務       | 學術機關職務     |
| ------------- | ------------------ | ---------------- |
| 前任： 盧莊尼 | 伊頓公學校長 2002- | 繼任： Incumbent |